# Харси
Харси (біл. Харсы) — село в Білорусі, у Берестейському районі Берестейської області. Орган місцевого самоврядування — Томашівська сільська рада. Село належить до української етнічної території та є частиною Берестейщини.

## Історія
У 1921 році село входило до складу гміни Домачеве Берестейського повіту Поліського воєводства Польської Республіки.

## Населення
За переписом населення Білорусі 2009 року чисельність населення села становила 102 особи.
Станом на 10 вересня 1921 року в селі налічувалося 71 будинок та 316 мешканців, з них:
- 137 чоловіків та 179 жінок;
- 311 православних, 5 римо-католиків;
- 270 українців (русинів), 46 поляків.